# Ashes and Snow
Ashes and Snow は、カナダ出身のアーティスト、グレゴリー・コルベール（Gregory Colbert）が制作する写真、映像、書簡小説のインスタレーション。この作品展のために特別に造られた移動式建造物、ノマディック美術館を会場として、世界を巡回している。作品が目指すのは、人間と動物が共有する詩的な感性を探ること。作品展はこれまでに、ヴェネツィア、ニューヨーク、サンタモニカ、東京、メキシコシティで開催され、計1,000万人以上の鑑賞者を集めてきた。生きているアーティストの作品展としては史上最多の動員数を誇っている 
。

## 作品紹介
各地で開催される作品展は、毎回50点を超える大型ミックスメディア写真と3本の映像インスタレーションで構成されている。写真作品は、およそ3.5×2.5メートルの大きさで、特殊なプロセスで手作りの和紙に焼きつけられている。映像には、60分の35ミリ作品1本と映像俳句と呼ばれるショートフィルム2本がある。写真と映像のイメージには、コラージュや重ね焼きといった合成技術がいっさい使われていない。
映像は、詩的な情景を映し出すことに主眼を置いていて、ドキュメンタリーとは一線を画している。長編作品のAshes and Snow: The Filmは、2度のアカデミー賞受賞経験があるピエトロ・スカリアが編集を担当し、ナレーターを、ローレンス・フィッシュバーン（英語版）、エンリケ・ロシャ（スペイン語版）、渡辺謙（日本語版）、ジャンヌ・モロー（フランス語版）が務めた。今後、ポルトガル語、ロシア語、中国語、アラビア語、ドイツ語、イタリア語の吹替版制作も予定されている。音楽のコラボレーターには、マイケル・ブルック（英語: Michael Brook）、デイビッド・ダーリング（英語: David Darling (musician)）、ハイナー・ゲッペルズ（英語: Heiner Goebbels）、リサ・ジェラード、ルーカス・フォス、ヌスラット・ファテ・アリ・カーン（英語: Nusrat Fateh Ali Khan）、ヨハン・ヨハンソン、ジヴァン・ガスバリアン（英語: Djivan Gasparyan）などが名を連ねている。
Ashes and Snowという名前は、作品展に流れる物語にちなんでいる。一人の男が1年にわたる旅路の間、妻に向けて365通の手紙を書いていくという小説作品で、その手紙からの抜粋が映像作品でも語られる。グレゴリー・コルベールの小説Ashes and Snow: A Novel in Letters（邦訳書：ashes and snow 手紙で綴られた小説）は、原書の第1版が2004年に出版された。
グレゴリー・コルベールは、1992年以来、インド、ミャンマー、スリランカ、エジプト、ドミニカ、エチオピア、ケニア、トンガ、ナミビア、南極大陸などの地へ60回以上に及ぶ探検旅行を重ね、人間と動物のすばらしい交流を映像と写真に収めてきた。作品に登場する動物は、ゾウ、クジラ、マナティ、コシグロトキ、オオヅル、イヌワシ、シロハヤブサ、ツノサイチョウ、チーター、ヒョウ、リカオン、カラカル、ヒヒ、オオカモシカ、ミーアキャット、テナガザル、オランウータン、イリエワニなど。また、人間の被写体には、ミャンマーの僧侶、トランス・ダンサー、サン族の人々、そのほか世界各地の土着の民族などが含まれている。これまでにコルベールがコラボレーションを実現させた動物は、130種以上に上っている。
Ashes and Snowは、2002年、ヴェネツィアにあるアルセナーレで初めて開催され、批評家と一般客の両方から絶賛を浴びた。ニューヨーク・タイムズ紙のアラン・ライディングは、この作品展を次のように評した。「アースカラーの写真は、手作りの和紙に焼きつけられている。しかし、この作品の力は、それらのフォーマルな美しさもさることながら、むしろ鑑賞者を包み込む独特の雰囲気によって創り出されている。写真にはまったく説明書きがないのは、いつ、どこで、どのように撮影されたかなど、ほとんど重要性はないからだ。静寂と忍耐が時間を支配する世界を、我々はここでのぞき見ることができる」

## ノマディック美術館
グレゴリー・コルベールは、維持可能な巡回美術館というコンセプトを1999年に発想した。作品展の開かれる場所で簡単に組み立てられて、再使用もできる建物、世界を旅するインスタレーションに建築芸術の側面をもたらす建物を創るのが、その目標だった。
ヴェネツィアのアルセナーレからインスピレーションを得たノマディック美術館は、2005年にニューヨークでデビュー。この初代ノマディック美術館は、貨物用コンテナを格子状に積み重ねて外壁と内壁を造ったものだった。この美術館は、2006年のロサンゼルス、2007年の東京エキシビションでも使われ、回を追うごとに進化していった。
最新バージョンのノマディック美術館は、メキシコシティのソカロに造られた。コロンビア出身の建築家、シモン・ベレス（英語: Simón Vélez）とグレゴリー・コルベールのコラボレーションで完成したこの建物は、中南米に群生するグアドゥア竹を主な構造建材に用い、環境への配慮と革新的な建築アプローチを実践。5,130平方メートルのソカロ・ノマディック美術館は、竹で造られた史上最大の建物となった。
Ashes and Snowのあらゆる要素と同様、ノマディック美術館も、巡回するごとに再設計され、新しい目的地に合わせて変更されていく。
ノマディック美術館のAshes and Snowは、2009年のブラジルでの開催が決まっている。その後も、ヨーロッパ、アジア、中近東の各地を巡っていく予定だ。

## 作品評
グレゴリー・コルベールのAshes and Snowは、南北アメリカ、ヨーロッパ、アジア、アフリカの主な報道機関のほとんどで紹介されてきた。CNN、CNNエスパニョール、CNNインターナショナル、BBCインターナショナル、ユーロニュース、テレヴィサ（メキシコ）、TVアステカ（メキシコ）、テレビジオン・エスパニョーラTVE（スペイン）、ABC（アメリカ合衆国）、NBC（アメリカ合衆国）、CBS（アメリカ合衆国）、A&E（アメリカ合衆国）、RTVi（ロシア）、TVグローボ（ブラジル）、フジテレビ（日本）、NHK（日本）、PBS（アメリカ合衆国）、RAI TV（イタリア）、FOXニュース（アメリカ合衆国）、CTV（カナダ）、CBC（カナダ）、CCTV（中国）、ZDF（ドイツ）、IRI TV（イラン）、TBS（日本）などがある。
- 「セピアとアンバーに彩られた世界、コルベール氏が生み出した驚くべき写真の数々…（中略）それらは、彼の魔法のレンズの前を通りすぎた美しい動物たちのすべてを、記録にとどめている。…（中略）明らかに平静を装っていながら、真実は恍惚の空間。この作品展は、デラックスな禅だ。…（中略）まるでロスコ・チャペルを大きくしたかのような空間だ」－Wall Street Journal （2005年）[7]
- 「コルベール氏の作品は、時間を超越した神聖さを私たちに伝えてくれる。そして、時代を超えて語りかける真の英知に共鳴する。…（中略）コルベール氏の作品が存在する世界とは、私たちがいる世界とは異なるパラレル・ワールドだ。皮肉も矛盾もなく、純粋な驚きと畏怖が今も存在する、誠実ですがすがしい世界だ」－The Globe and Mail （2002年）[8]
- 「英語の『bliss』という言葉を、正確にイタリア語に翻訳することはできない。けれども、この言葉こそが、Ashes and Snowを説明する言葉だ」－La Repubblica （2002年） [9]
- 「Ashes and Snowには、種の衝突がない。人間と動物が平和に共存し、それぞれの夢の中に生きている世界だ」－Los Angeles Times Magazine (2005年)[10]
- 「人間と動物の魅惑的な写真は、…（中略）驚くべき調和を映し出している」－Stern（英語版）（2006年）[11]
- 「巨大でドラマティックな展示。－畏怖－ 自然、種族の生活、そして絶滅に瀕した動物たちへ感銘を与える賛辞」－South China Morning Post （2006年）[12]
- 「動物と人間の詩的で美しい関係」—Newsweek（2007年）[13]
- 「東京のような人工的な空間で暮らしていると、生命としての実感が薄れてきます。ここに来れば、かつて人類が自然と共に暮らしていたときのみずみずしい感覚を思い出せます。ノマディック美術館は、現代人が自分を取り戻すための空間だと思います」—朝日新聞（2007年）[14]
- 「ソカロの真ん中に、竹の美術館が誕生した。その根は、天に向かって伸びている。なかには、訪れる者の息を奪う秘密が置かれている。それが、Ashes and Snowだ」—Reforma（英語版）（2008年）[15]
- 「ノマディック美術館は、明るく分かりやすくなりすぎたために影を失ってしまった昨今の美術館に、驚きを取り戻してくれた。作品展の力と建物の力は、きわめて密接に関係していて、どちらがダンスでどちらがダンサーなのかを見極めるのが難しいほどだ。（コルベール氏は）来場者の五感に働きかけて心理的に写真の世界へといざない、種の進化の舞台となった自然界から人間は決して離れておらず、また離れることはできないのだと教えてくれる。不可知論が横行するシニカルな時代にあって、ノマディック美術館は、何かを感じるだけでなく、信じることすらできる場所となっている。Ashes and Snowは、遠大なシンプルさで人々の防衛心を取り除いてしまう作品展だ」—Modern Painters（英語版）（2005年）[16]

## 参考
1. ↑  “El Mañana: Acaba Museo Nómada su peregrinar (2008–)”. 2008年5月26日閲覧。
2. ↑  “The Art Newspaper: Attendance Figures”. 2008年8月12日閲覧。
3. ↑  “Enrique Rocha”. Alma Latina. 2013年8月閲覧。
4. ↑  “New York Times review of Ashes and Snow, May 23, 2002, Dances With Whales (2002–)”. 2002年5月23日閲覧。
5. ↑  “Abre la Secretaría de Cultura el Museo Nómada en el Zócalo de la Ciudad de México (2008–)”. 2008年8月1日閲覧。
6. ↑  “Vegetal steel: bamboo as eco-friendly building material (2008–)”. 2008年2月5日閲覧。
7. ↑  “Epiphanies in Sepia and Umber”. The Wall Street Journal (2005年3月15日). 2008年8月1日閲覧。
8. ↑  Houpt, Simon. "Canadian artist Gregory Colbert's Photographs are the subject of a giant exhibit in Venice." Globe & Mail. [Toronto]. 9 April 2002, Arts sec.
9. ↑  “La Beatitudine Degli Elefanti (2002 – )”. La Repubblica (2002年). 2002年4月5日閲覧。
10. ↑  Black, Kent. "Touched by Animals." Los Angeles Times Magazine. 18 Dec 2005: 22-25.
11. ↑  Streck, Michael. "Unsere Wal-Verwandten." Stern, 16 March, 2006: 70-86.
12. ↑  Daswani, Kavita. "Still Wildlife." South China Morning Post, [Hong Kong]. 2006-5-7.
13. ↑  "Exhibition." Newsweek. Japan. March 28, 2007.
14. ↑  Chikushi, Tetsuya. "Ashes and Snow." Asahi Shimbun [Tokyo].
15. ↑  "Templo a la naturaleza." Reforma [Mexico City, Mexico] 18 Jan. 2008, Front page sec.
16. ↑  Giovannini, Joseph. "21st Century Bestiary." Modern Painters: 79-83.